# Kurimus
Kurimus är det finska thrash metal-bandet Mokomas tredje album, utgivet 2003. Med det här albumet bytte bandet sin stil till thrash metal.

## Låtlista
1. "Mene ja tiedä" - 2:51
2. "Takatalvi" - 2:34
3. "Kasvot kohti itää" - 4:17
4. "Tämä puoli" - 4:55
5. "Houkka" - 2:13
6. "Vainottu" - 2:39
7. "Silmäterä" - 4:20
8. "Punainen kukko" - 3:19
9. "Lupaus" - 3:36
10. "Väsynyt Atlas" - 5:49
11. "Liiton loppu" - 7:06